# Prințul Frederick Adolf al Suediei
Prințul Fredrick Adolf al Suediei suedeză Fredrik Adolf germană Friedrich Adolf (18 iulie 1750 - 12 decembrie 1803), a fost prinț suedez, fiul cel mic al regelui Adolf Frederic al Suediei și a reginei Louisa Ulrika a Prusiei care era sora regelui Frederic cel Mare al Prusiei. A deținut titlul de Duce de Östergötland.

## Biografie
Ducele a fost descris ca fiind "cel mai frumos prinț din Europa", sensibil, pasiv și răsfățat de mama sa. El și sora lui, Sofia Albertina, erau copiii favoriți ai mamei lor și de asemenea, devotați unul altuia. În timpul conflictelor de familie cum a fost faimosul scandal privind punerea la îndoială a legitimității prințului moștenitor în 1778, el și sora lui au fost de partea mamei lor. Copil fiind și cu o sănătate precară și educația lui a fost una slabă.
A primit rangul de colonel la 12 ani și general maior la 18 ani. A luat parte la revoluția din 1722 și a primit titlul de duce de Östergötland de la fratele său ca o recunoaștere dar curând el a devenit parte din opoziția împotriva fratelui său.
Cumnata lui, Hedwig Elizabeth Charlotte de Holstein-Gottorp, l-a descris ca fiind frumos, cu ochi expresivi și foarte frumos atunci când se îmbracă în mod corespunzător, deși de multe ori se îmbrăca prost în viața sa privată și estima că ar fi avut un mare succes social dacă nu ar fi avut o gură spurcată și dacă nu ar fi avut o slăbiciune pentru femei și sex.
Și-a petrecut viața cheltuind banii și implicându-se în povești de dragoste. Printre amantele sale a fost și actrița Euphrosyne Löf, sora prima donnei Fredrique Löwen. A servit totuși în războiul ruso-suedez în Finlanda în 1788.
Prințul Fredric Adolf nu s-a căsătorit niciodată. În 1800 a părăsit Suedia din motive de sănătate  și a călătorit în Germania apoi în Franța. A murit în Montpellier în Franța în 1803. 
1. ↑  Riddarholmskyrkan - inventories and graves, p. 420, accesat în 15 noiembrie 2019